# Segreti (Jacqueline Wilson)
Segreti (Secrets) è un romanzo per ragazzi di Jacqueline Wilson, pubblicato nel Regno Unito nel 2002. In Italia è stato pubblicato da Salani.

## Trama
Le narratrici sono due ragazze, Gioia e India, che hanno molte cose in comune.
Gioia è stata sottratta dalla nonna a un patrigno violento e a una madre che gli è succube. Ora vive in un quartiere popolare con la nonna, le Case Latimer.
India ha una madre che non la capisce e un padre distratto e assente, vive nel lussuoso quartiere di Parkfield, adora il diario di Anna Frank.
Entrambe desiderano avere un'amica del cuore. Si conoscono per caso e si trovano subito simpatiche.
Diventano amiche e affrontano assieme i rispettivi problemi:il patrigno di Gioia minaccia di riportarla a casa, India sospetta che suo padre abbia una relazione con Wanda, la ragazza alla pari, e che addirittura l'abbia messa incinta.
La situazione precipita e il patrigno, Terry, cerca di recuperare Gioia, ma lei scappa e si nasconde nella soffitta di India. La cosa va avanti per qualche giorno, poi, dopo aver visto l'appello di sua nonna Nan alla televisione, Gioia decide di ritornare.
Svela ai giornalisti la crudeltà di Terry, che è arrivato addirittura a frustarla con la cintura, fa partire una protesta che dice che i figli maltrattati possono scegliere con chi vivere anche se la madre non è d'accordo e ottiene di poter restare con Nan. Nel frattempo, il padre di India viene indagato per appropriazione indebita e divorzia dalla moglie. La ragazza comincia a essere seguita da uno psicologo giovane, Chris, di cui s'innamora. Il romanzo finisce con le due ragazze che a casa di Gioia giurano di rimanere insieme per sempre.